# يوفوربيا هيسبيدا
يوفوربيا هيسبيدا هو نوع من كاسيات البذور من العائلة الفربيونية، موطنه أفغانستان وبنغلاديش والهند وإيران والكويت وباكستان وغرب الهيمالايا. وصفه لأول مرة بيير إدموند بواسييه في 1860.

## روابط خارجية
- يوفوربيا هيسبيدا
- يوفوربيا هيسبيدا
- يوفوربيا هيسبيدا
- ايوفوربيا هيسبيدا
- يوفوربيا هيسبيدا
- يوفوربيا هيسبيدا
- يوفوربيا هيسبيدا
- يوفوربيا هيسبيدا